# Октябрьский (Забайкальский край)
Октябрьский — бывший посёлок в Краснокаменском районе Забайкальского края России. До ликвидации входил в городское поселение «Краснокаменское». C 1964 до 2004 года был посёлком городского типа.
Посёлок располагался в 14 км к востоку от Краснокаменска.

## История
Октябрьский возник в 1963—1964 годах как временный посёлок изыскателей в устье пади Малый Тулукуй, где в 1963 году геологами партии 324-й Сосновской экспедиции под руководством старшего геолога Л. П. Ищуковой было открыто месторождение урана Стрельцовское рудное поле. Через год посёлок был перенесён в верховье пади. С 1964 года получил статус посёлка городского типа с современным названием. В Октябрьском действовали школа с плавательным бассейном, детский сад, клуб, библиотека, спортзал, городская больница. Работает «ГРЭ-324», дочернее предприятие ФГУГП «Читагеологоразведка». При строительстве посёлка не было учтено выделение радиоактивного газа радона из тектонических разломов, в результате чего радиационный фон в посёлке был превышен. В 1999 году было принято решение о расселении Октябрьского. В 2004 году он утратил статус посёлка городского типа, а в начале 2010-х годов полностью расселён (жители переселены в близлежащий город Краснокаменск). В 2014 году официально упразднён.

## Население
| 1970 | 1979  | 1989  | 2002  | 2003  | 2010  | 2014 |
| ---- | ----- | ----- | ----- | ----- | ----- | ---- |
| 5947 | ↘5470 | ↘4165 | ↘2208 | ↘2000 | ↘1004 | ↘0   |